# Ringgold (Géorgie)
Pour les articles homonymes, voir Ringgold.
La ville de Ringgold est le siège du comté de Catoosa, dans l’État de Géorgie, aux États-Unis. Sa population s’élevait à 3 580 habitants lors du recensement de 2010, estimée à 4 378 habitants en 2016.

## Histoire
Ringgold a été fondée en 1846 et incorporée en tant que city en 1847. Elle a été nommée en hommage à Samuel Ringgold, un héros de la bataille de Palo Alto lors de la guerre américano-mexicaine.
Ringgold est la ville dans laquelle s’est arrêtée la locomotive The General pendant le raid d'Andrews, le 12 avril 1862. À Ringgold se trouve la station ferroviaire historique Ringgold Depot, qui contient encore des impacts de balles de la guerre de Sécession.
La bataille de Ringgold Gap a eu lieu le 27 novembre 1863. Le Major General Confédéré Patrick Clebrune, avec 4 100 hommes, a utilisé un col de montagne connu sous le nom de Ringgold Gap pour freiner l’avancée du Major Général de l'Union Joseph Hooker et ses hommes. Hooker avançait avec 12 000 soldats. Cela a été une victoire pour les Confédérés parce qu'elle a permis à Confédérée et a des wagons de bouger en sécurité à travers Ringgold Gap sans être attaquée et en infligeant des pertes considérables a l'Union.
Le 14 mars 2002, une vague soudaine de brume causa un des pires carambolage de l'histoire américaine, qui a impliqué 125 voitures sur l'interstate 75 et causa la mort de quatre personnes.

### Tornade
Le 27 avril 2011, une tornade de classe EF4 a frappé en plein centre-ville de Ringgold et dans le comté de Catoosa, laissant derrière elle une scène d'apocalypse. La tornade a fait vingt morts après avoir parcouru 77 kilomètres dans les comtés de Catoosa, Hamilton et Bradley. Il y eut huit morts à Ringgold (dont une famille entière de quatre personnes), et au moins 30 personnes ont été blessées. De nombreuses maisons, entreprises et écoles ont été endommagées ou entièrement détruites.

## Géographie
Les routes 41 et 76 traversent le centre-ville en passant par une rue nommée Nashville Street qui mène aux centres-villes de Chattanooga (Tennessee) au nord-ouest à 27 km, et a Dalton (Géorgie) au sud-est à 24 km. L'Interstate 75 est longe le Sud de Ringgold et est connectée a celle-ci par la sortie 348. L'Interstate 75 mène vers Chattanooga au nord-ouest et vers Atlanta au sud-est à 163 km.
Selon le Bureau du recensement des États-Unis, la ville a une superficie de 12,3 km2, desquels 0,01 km2 sont de l'eau.

### Topographie
Ringgold est située dans la région géologique des Appalaches, caractérisée par de longues crêtes qui vont du nord au sud et séparées par des vallées. La topographie de la région est un résultat de l’érosion alternative des couches de roches sédimentaires pendant la formations des Appalaches. Une crête  passe par Ringgold et une ouverture est située juste a l'est du centre-ville. La crête partant vers le nord-est nomme White Oak Mountain et celle allant vers sud Taylor Ridge. Une source d'eau nommée Chickamauga Creek en provenance de la rivière Tennessee traverse Ringgold.

### Climat
Le climat de cette région se caractérise par des températures relativement hautes et des précipitations moyennes réparties sur l’année. Selon la classification de Köppen, le climat de Ringgold est de type humide subtropical.

## Démographie
| 1870 | 1880 | 1890 | 1900 | 1910 | 1920 |
| ---- | ---- | ---- | ---- | ---- | ---- |
| 316  | 436  | 465  | 437  | 398  | 472  |

| 1930 | 1940 | 1950  | 1960  | 1970  | 1980  |
| ---- | ---- | ----- | ----- | ----- | ----- |
| 684  | 882  | 1 192 | 1 311 | 1 381 | 1 882 |

| 1990  | 2000  | 2010  | 2020  | - | - |
| ----- | ----- | ----- | ----- | - | - |
| 1 675 | 2 422 | 3 580 | 3 414 | - | - |